# Кошелева, Мария Дмитриевна
Мария Дмитриевна Кошелева (1895—1970) — доярка, Герой Социалистического Труда (1949).

## Биография
Мария Дмитриевна Кошелева родилась в 1895 году в деревне Семёнково (ныне — Костромского района Костромской области). С 1914 года работала дояркой сначала в поместье Караваево, а после установления Советской власти — в организованном там же совхозе.
В конце 1930-х годов в совхозе «Караваево» была выведена Костромская порода коров. Благодаря большой работе, проведённой совхозными доярками, в том числе Кошелевой, были значительно увеличены надои молока. Она стала одной из первых доярок совхоза, награждённых орденом Ленина. Вскоре Кошелева была назначена бригадиром доярок. В 1948 году она сумела от каждой из закреплённых за ней 8 коров получить в среднем по 5522 килограмма молока.
Указом Президиума Верховного Совета СССР от 12 июля 1949 года за «получение высокой продуктивности животноводства в 1948 году» Мария Дмитриевна Кошелева была удостоена высокого звания Героя Социалистического Труда с вручением ордена Ленина и медали «Серп и Молот».
Умерла в 1970 году, похоронена на кладбище села Поддубное.
Была награждена тремя орденами Ленина и рядом медалей.